# 32073 Cassidyryan
32073 Cassidyryan è un asteroide della fascia principale. Scoperto nel 2000, presenta un'orbita caratterizzata da un semiasse maggiore pari a 2,4589111 UA e da un'eccentricità di 0,1381371, inclinata di 5,85152° rispetto all'eclittica.